# Nieuport 17bis
O Nieuport 17bis C.1 (ou Nieuport XVIIbis C.1 em fontes contemporâneas) foi um caça sesquiplano francês da Primeira Guerra Mundial que foi produzido sob licença no Reino Unido em pequenos números para o "Royal Naval Air Service".

## Projeto e desenvolvimento

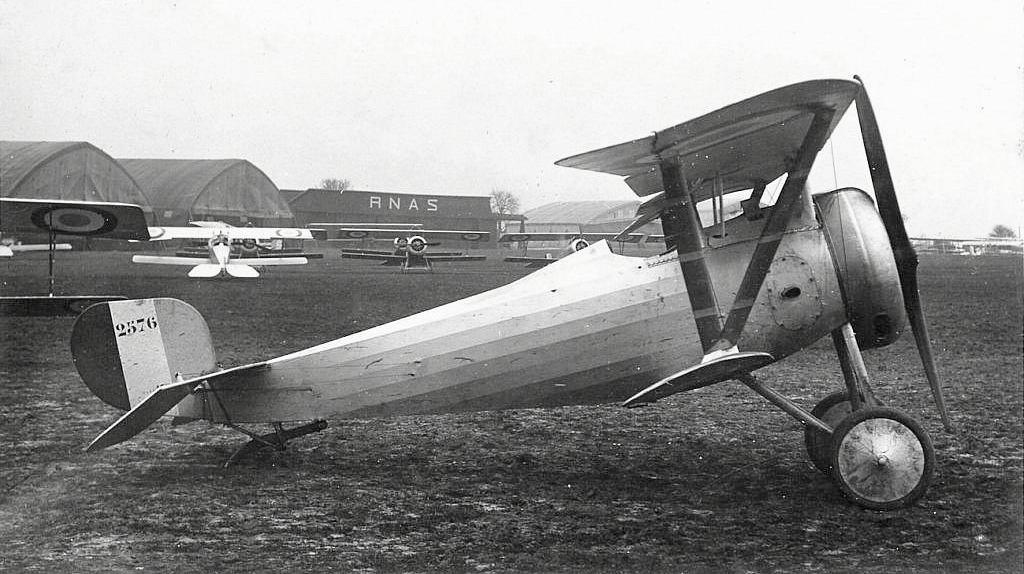
Protótipo do Nieuport 17bis em marcações francesas. A inclinação para a frente das escoras ("cabanas") dianteiras é evidente.

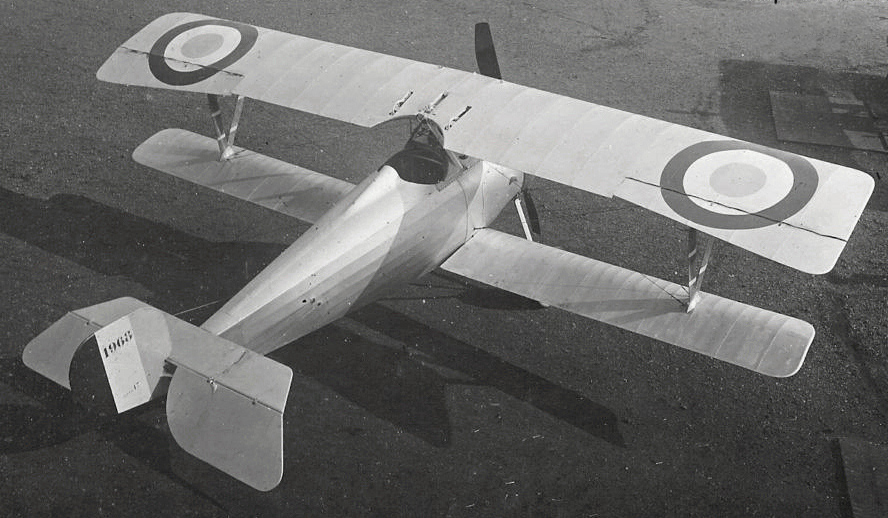
O Nieuport 17bis visto de cima mostrando os ailerons quadrados.

A designação Nieuport 17bis foi inicialmente usada pela Nieuport para uma variante do Nieuport 11 que havia sido adaptada com as asas e carenagens laterais de um Nieuport 17, no entanto, este tipo não foi produzido em nenhum número e a designação foi reutilizada.
O Nieuport 17bis foi o primeiro dos caças com suportes em V a apresentar uma fuselagem totalmente aerodinâmica, com longarinas longitudinais para justificar a forma. Além das mudanças na fuselagem, foram feitas alterações mínimas e, ao contrário dos posteriores 24, 24bis e 27, as superfícies de voo permaneceram as mesmas usadas no 17, assim como grande parte da estrutura interna. Ao contrário do 17, ou qualquer um dos outros strutters, ele tinha a metralhadora Vickers deslocada para o lado de bombordo (esquerdo) da linha central. Devido à escassez de rotativas Le Rhône, elas foram equipadas com o Clerget 9B rotativo de 130 hp (97 kW) em vez dos 25 kg (55 lb) mais leves 120 hp (89 kW) Le Rhône 9J usados na maioria dos outros assentos únicos Nieuport "Scooters". Alguns exemplos foram equipados com o Clerget 9Z de baixa potência de 110 hp (82 kW). Como resultado do diâmetro ligeiramente maior do Clerget, a carenagem foi ligeiramente inflada para fornecer folga.
A maioria dos Nieuport 17bis foram operados pelo 6º Esquadrão naval, que os testaram contra um Sopwith Triplane e um Sopwith Camel. Descobriu-se que ele tinha manobrabilidade semelhante ao Triplane e tinha uma velocidade de mergulho mais alta, mas era um pouco mais lento em altitude e tinha controles mais pesados. As taxas de subida variaram, e no primeiro teste o 17bis ultrapassou o Triplano por uma margem significativa, porém no segundo teste os tempos de altitude foram idênticos entre os dois tipos. O Camel era um pouco mais rápido ao nível do mar, mas tinha uma taxa de subida mais baixa, enquanto a vantagem de velocidade desaparecia gradualmente com a altitude. Adicionar uma metralhadora Lewis à Vickers reduziu a taxa de subida e aumentou o tempo necessário para subir para 12.000 pés (3.700 m) em 2 minutos. Os relatórios iniciais foram impressionantes, mas os motores Clerget perderam potência rapidamente entre as revisões, e o problema foi pior com os motores britânicos. Muitos pilotos tentaram ter motores de fabricação francesa em suas aeronaves. Algumas aeronaves também foram entregues a unidades com hélices incorretas, o que também prejudicou o desempenho.

### Triplano
Pelo menos um 17bis foi construído como um triplano da mesma maneira que os triplanos Nieuport 17, com as asas escalonadas com a asa do meio mais à frente e a asa mais baixa mais atrás. Testes de voo descobriram que era longitudinalmente instável, mas manuseado bem de outra forma, mas o conceito não foi levado adiante.

### Nieuport 23bis
O Nieuport 23bis foi um desenvolvimento posterior, mas em muitos aspectos semelhante ao 17bis e foi o resultado do desespero do RFC para colocar o maior número possível de aeronaves em serviço de linha de frente, mas apenas 17 foram produzidos e todos foram para o RFC. Ele combinou as superfícies de vôo, incluindo a cauda do 23 com a fuselagem do 24bis, e foi equipado com outras partes do Nieuport 23, como uma forma anterior de carenagem. Ao contrário do 17bis, manteve o Le Rhône normalmente usado pelos "scooters" da Nieuport.

### Características distintas
As superfícies aerodinâmicas do 17, 17bis, 23 e 23bis tinham a longarina dianteira posicionada mais à frente do que nos tipos posteriores. Além da falta de uma borda de madeira compensada para a asa, a principal característica de identificação foi a inclinação das escoras dianteiras cabanas conectando a asa superior à fuselagem. Nos 17, 17bis, 21, 23 e 23bis, os suportes em forma de cabana foram inclinados para frente da fuselagem, enquanto nos 24, 24bis, 25 e 27, eles foram inclinados para trás. Tanto o 17bis' quanto o 23bis usavam os ailerons quadrados, em vez dos ailerons arredondados usados nas versões de produção dos tipos posteriores.

## Histórico operacional
Além de um exemplar pilotado por Charles Nungesser e marcado com seu número de série pessoal "N1895", o Nieuport 17bis teve pouco serviço com a "Aéronautique Militaire" francesa.
O "Royal Naval Air Service" (RNAS) foi o principal operador do Nieuport 17bis, com o 6º Esquadrão naval sendo a única unidade totalmente equipada com o tipo. Ele substituiu principalmente os obsoletos Nieuport 10 e o Nieuport 11 e, por sua vez, seria substituído pelo Sopwith Camel. O RNAS recebeu 82 exemplares, dos quais 32 eram da Nieuport (incluindo 1 triplano) e 50 da "Nieuport & General Aircraft" que os construiu sob licença no Reino Unido. Os exemplares construídos na Grã-Bretanha foram entregues tão lentamente que o tipo foi declarado obsoleto antes mesmo de a maioria ser entregue e apenas 4 eram conhecidos por terem sido usados operacionalmente. Como consequência, a maioria nunca foi retirada de seus caixotes e foi descartada sem ter voado. O pedido inicial de 50 foi uma redução de uma intenção inicial de 100, e um pedido adicional de 100 da "Nieuport & General" foi totalmente cancelado. Depois de terem sido retirados das funções da linha de frente a partir de junho de 1917, alguns foram usados para treinamento no Reino Unido, onde voaram desarmados. Aqueles que foram construídos na França foram dopados com prata, enquanto os construídos no Reino Unido foram camuflados.
O "Royal Flying Corps" nunca operou o 17bis, no entanto recebeu 17 dos Nieuport 23bis semelhantes que foram identificados erroneamente até recentemente.

## Variantes
Nieuport 17bis
Variante experimental com spinner superdimensionado, movido por motor giratório Clerget 9B de 130 hp (96,9 kW)
Nieuport 17bis Triplane
movido por motor giratório Clerget 9B de 130 hp (96,9 kW)
Nieuport 23bis
movido por motor giratório Le Rhône 9J de 120 hp (89,5 kW)

## Operadores
França
- Exército do Ar e Espaço operou um pequeno número de 17bis, principalmente para fins de comparações e testes.

 Reino Unido
- Royal Naval Air Service (RNAS) apenas Nieuport 17bis
  - 6º Esquadrão naval
  - 9º Esquadrão naval 2 exemplares usados enquanto a unidade estava se formando em fevereiro de 1917.[6]
  - 11º Esquadrão naval usou vários exemplares enquanto atuava como grupo piloto e unidade de treinamento operacional para o 6º Esquadrão.[6]
- Royal Flying Corps (RFC) apenas Nieuport 23bis

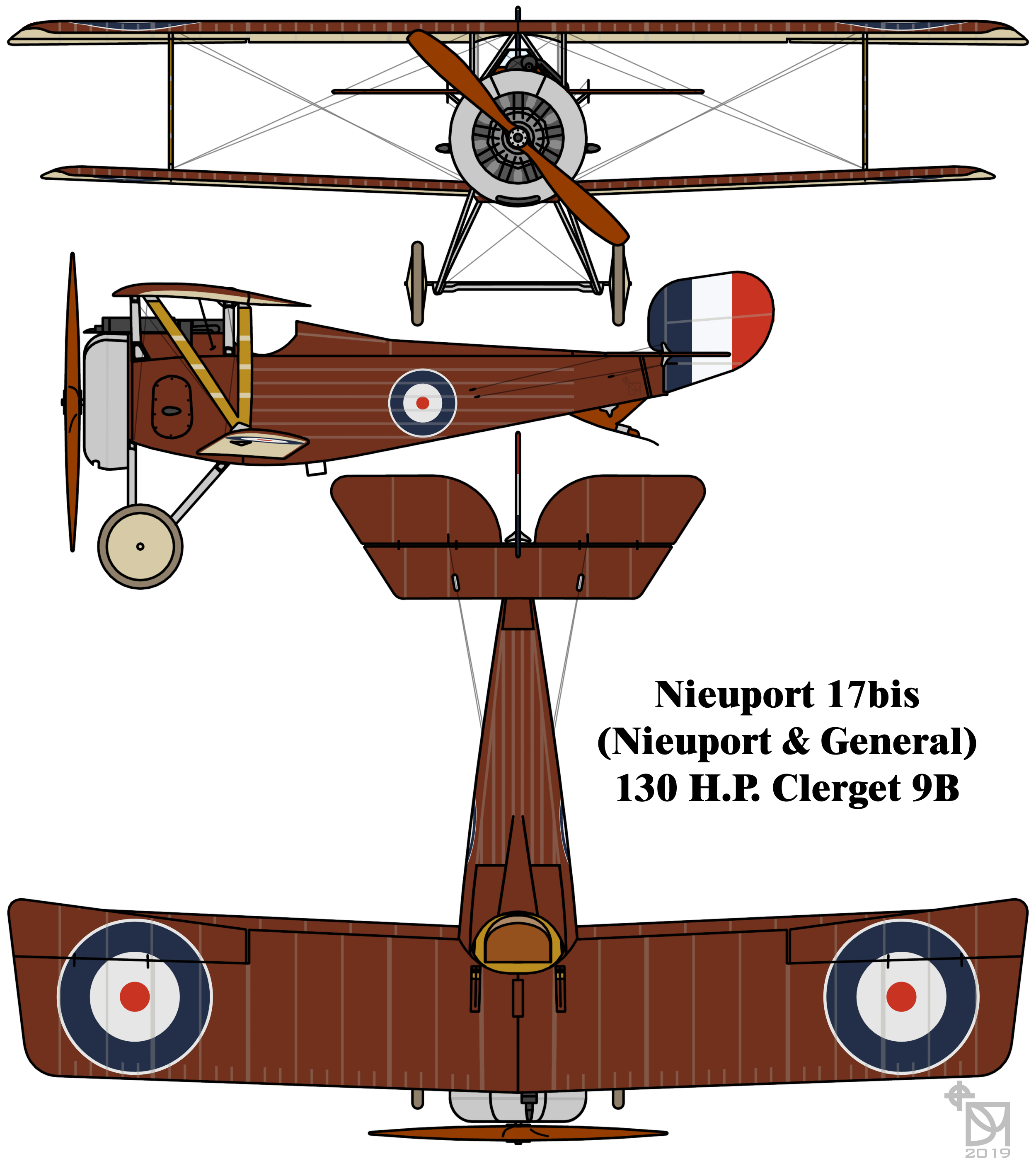
Ilustração em 3 vistas
do Nieuport 17bis britânico.

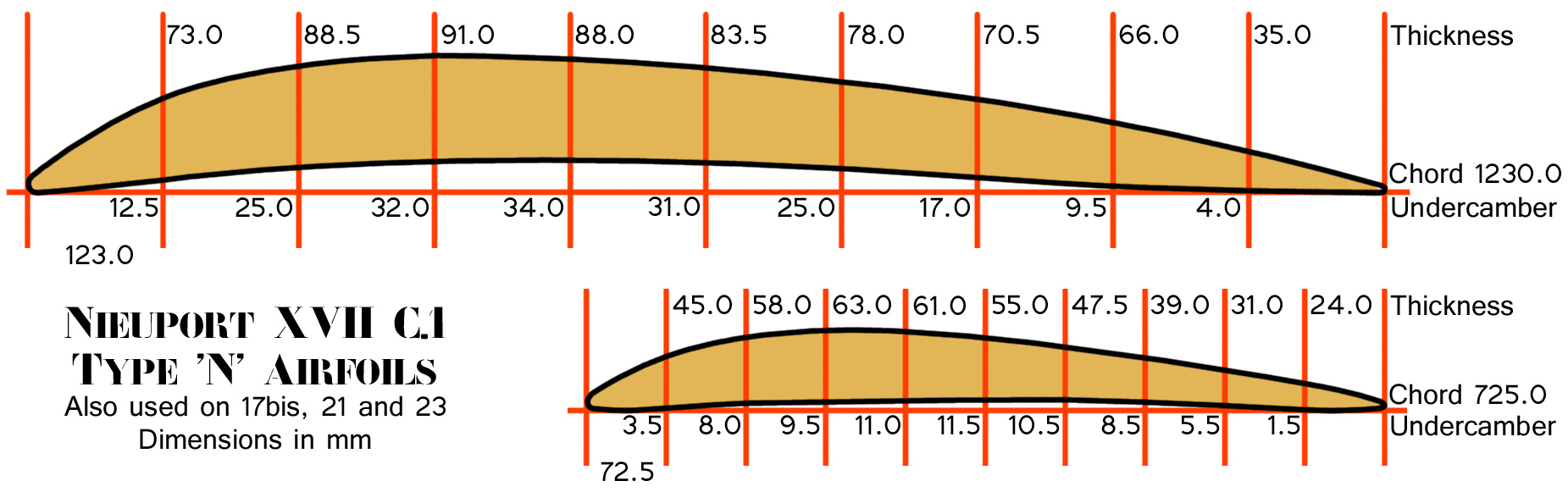
Ilustrações do aerofólio "Nieuport Type N".

  - Esquadrão N.º 14 do RFC[9]
  - Esquadrão N.º 29 do RFC[9]
  - Esquadrão N.º 111 do RFC[9]
  - Esquadrão N.º 113 do RFC[9]

## Especificações (Nieuport 17bis)
Dados de: Davilla, Pommier, Sanger, Tanner (apenas dimensões), Westrop
Descrições gerais
- Tripulação: 1 piloto
- Comprimento: 5,70 m (19 ft)
- Envergadura: 8,16 m (27 ft)
- Envergadura enflechada: 7,80 m (26 ft)
- Altura: 2,40 m (7,9 ft)
- Área alar: 14,75 m² (159 ft²)
- Peso bruto (carregado): 600 kg (1 320 lb)

Motorização
- Número de motores: 1x
- Tipo do motor: Clerget 9B giratório de 9 cilindros a pistão refrigerado a ar.
- Potência por motor: 130 hp (96,9 kW)
- Descrição do propulsor/hélice: Hélice de madeira de passo fixo de 2 pás Levasseur 802

Performance
- Velocidade máxima: 175 km/h (109 mph)
- Razão de subida: 6.2 m/s
- Tecto de serviço: 7 000 m (23 000 ft)

Armamentos
- Metralhadoras/canhões: 1 metralhadora Vickers frontal de .303" (7,7 mm), opcionalmente uma metralhadora Lewis do mesmo calibre em uma montagem sobre uma montagem sobre a asa